# 纳杜瓦塔姆
纳杜瓦塔姆（Naduvattam），是印度泰米尔纳德邦The Nilgiris县的一个城镇。总人口11706（2001年）。

## 人口
该地2001年总人口11706人，其中男性5927人，女性5779人；0—6岁人口1250人，其中男634人，女616人；识字率63.86%，其中男性为72.63%，女性为54.87%。